# ピンピチャヤ・コクラム
ピンピチャヤ・コクラム（原語表記: พิมพิชญา ก๊กรัมย์、ラテン翻記:Pimpichaya Kokram、1998年6月16日 - ）は、タイ王国の女子バレーボール選手である。タイ王国代表。

## 選手キャリア

### 2014年
コクラムは7月に台北で開催されたアジアジュニア選手権に出場した。準決勝に駒を進めたタイチームは、日本にストレート負けを喫し、銅メダルマッチでも大韓民国に2-3で惜敗し4位に終わった。
10月には自国開催となったアジアユース選手権に出場し、準決勝で大韓民国に3-2でフルセット勝ちし決勝進出を果たす。決勝では日本に3-1で敗れ準優勝におわったが、コクラムはベストオポジットスパイカーに選出された。

### 2015年
マニラ首都圏で5月に開催されたU-23アジア選手に出場した。決勝戦で中華人民共和国チームに1-3で惜敗したが、準優勝し世界U-23バレーボール選手権への出場権を獲得した。また同大会においてペストオポジットスパイカーに選出された。
7月に開催されたワールドグランプリでシニア代表に名を連ね、7月5日のブラジル戦に途中出場しシニア代表デビューを果たした。

### 2020年代
2021年、KUROBEアクアフェアリーズに入団。2021-22シーズンを同チームでプレーし、2022-23シーズンも再契約を結んだ。2024年に退団。ドイツブンデスリーガのシュヴェリーンSCに加入した。

## 球歴
- シニア代表 2015年-
  - バレーボール・ワールドグランプリ - 2015年（9位）
- U-23代表
  - アジアU-23バレーボール選手権 - 2015年（準優勝）
- ジュニア代表
  - アジアジュニアバレーボール選手権 - 2014年（4位）
  - アセアン選手権 - 2014年（金メダル）
- ユース代表
  - アジアユースバレーボール選手権 - 2014年（銀メダル）

## 所属チーム
- Nakhonnont 3BB（英語版）（2014-2021年）
- KUROBEアクアフェアリーズ（2021-2024年）
- シュヴェリーンSC（2024年-）

## 受賞歴
- 2014年
  - PEA ジュニア選手権 - ベストオポジットヒッター
  - アジアユースバレーボール選手権 - ベストオポジットスパイカー
- 2015年
  - 第1回アジアU-23女子バレーボール選手権 - ベストオポジットスパイカー
  - PEA ジュニア選手権 - ベストオポジットヒッター